# Compagnie Aérienne Française
La Compagnie Aérienne Française (CAF)  fue una aerolínea francesa que operó en Francia, Argelia, Marruecos e Indochina entre 1919 y 1937.

## Historia
La compañía fue fundada en 1919 por Henri Balleyguier, politécnico y excomandante de escuadrón durante la Primera Guerra Mundial. Especializado en trabajos aéreos, Balleyguier adaptó el conocimiento militar a aplicaciones civiles: fotografía aérea, cartografía, mensajería. La compañía es famosa por sus primeros vuelos y por los «vuelos de placer» sobre París.
CAF también ofreció servicios en Argelia, Marruecos e Indochina.
La compañía alcanzó su reputación mediante la contratación de aviadores famosos: Jeanne Fontaine, Jacques de Lesseps, Antoine de Saint-Exupery...
Apoyó la creación de la Compañía Española de Aviación.